# Kokošje jajce
Kokošje jajce je tip jajca – s trdno lupino obdanega razmnoževalnega telesa, ki ga izleže domača kokoš (Gallus gallus domesticus). Zaradi velike pogostosti kokošjih jajc in njihove vsesplošne prisotnosti v prehrani se v vsakdanjem pogovoru piščančja jajca mnogokrat poenostavljeno imenuje kar jajce, za omembo jajc drugih živali pa se uporablja ustrezne pridevnike (recimo račje, gosje, prepeličje ali purje jajce).

## Pogostost
Kokošja jajca spadajo med najbolj razširjena jedilna jajca, le v redkih državah pa se jim v pogostosti uživanja in pridelovanja približajo jajca druge perutnine (na primer račja jajca v nekaterih predelih Azije). Takšni prevladi kokošjih jajc predvidoma botrujeta dolga zgodovina odbiranja kokoši glede na čim večjo nesnost (moderne nesnice zmorejo znesti celo 320 jajc letno) in relativno nezahtevna reja te perutnine. Med razloge spada tudi priročna kokošja fiziologija, saj so druge vrste perutnine sezonske nesnice, sveža kokošja jajca pa so dostopna vso leto. V primerjavi z nekaterimi drugimi vrstami perjadi so kokošja jajca primerne velikosti; ne dosežejo prevelikih dimenzij, a hkrati niso premajhna, kot recimo prepeličja.
Globalna proizvodnja perutninskih jedilnih jajc je leta 2019 presegla 82,17 ton. Od leta 1990 se je pridelava jajc povečala za več kot 100 %. Največ jajc letno se proizvede na Kitajskem, sledita ZDA in Indonezija (l. 2019). Povprečna kokoš v ZDA znese 296 jajc letno (l. 2020), kar je za 32 jajc več kot leta 2000. V Združenih državah je večji delež jedilnih jajc (87 %), namenjenih prodaji, neoplojenih.

## Anatomija
Kokošje jajce sestoji iz treh osnovnih delov; rumenjaka, beljaka in lupine. Rumenjak obdaja membrana rumenjaka, vsebina pa je razdeljena na beli in rumeni sloj rumenjaka. Posebno mesto na rumenjaku predstavlja tako imenovani zarodni mehurček (tudi zarodni disk in blastoderma), na mestu katerega petelinja sperma vstopi v jajce. Iz zarodnega mehurčka se po uspešni oploditvi razvije zarodek (embrio), ki se preko krvnih žil hrani s hranili, shranjenimi v bližnjem rumenjaku. Beljak, ki je prav tako omejen s svojo membrano, se deli na redki in gosti beljak, z njim pa je tesno povezana nitasta in spiralasta halaza, namenjena ohranjanju rumenjaka v sredini jajca. Trdno in na otip pogosto gladko jajčno lupino pokriva povrhnjica, pod njo se razprostira opna lupine.

## Fizikalne lastnosti
Kot fizikalne lastnosti definiramo karakteristike jajca, ki omogočajo njegovo opisovanje: na primer oblikovanost, masa in dimenzije, barva, debelina in trdnost lupine, višina zračnega mehurčka, delež gostega in redkega beljaka ter obarvanost rumenjaka.

### Oblikovanost in masa
Četudi se oblikovanost jajca precej razlikuje med različnimi posamezniki in še posebej med perjadjo raznovrstnih pasem, posamezna kokoš nese jajca konstantne (stalne) oblike. V perutninarstvu se obliko jajca pogosto kvantificira s pomočjo posebnega indeksa, ki ga je moč dobiti s spodnjo formulo:
{\displaystyle {\frac {a}{b}}*100},
pri čemer je a širina in b dolžina jajca. Praviloma ima kvalitetno jajce vrednost indeksa med 70 in 74, vsako večje odstopanje pa navadno pomeni poslabšanje videza in zvišanje tveganja za poškodbe pri rokovanju z jajci med pakiranjem in transportom, saj so tovrstna jajca krhkejša.
Po drugi strani masa jajca, ki je eden od odločilnih faktorjev cenitve jajc (predvidoma so težja jajca tudi dražja), ni konstantna in se spreminja v povezavi z mnogimi različnimi dejavniki. Eden izmed njih je genetika, ki je najbolje razvidna pri primerjavi raznolike mase jajc kokoši raznih pasem. Posredno na manjšo velikost izleženih jajc deluje tudi višja temperatura, ki povzroči, da se kokoši hranijo manj. Maso jajca je moč povečati s spremembo prehrane, pri čemer velja, da bodo kokoši, hranjene z večjo količino beljakovin in linolne kisline nesle nekoliko večja jajca.
Različno težka jajca se pojavljajo tudi pri specifični kokoši; znano je, da bodo prva jajca mlade kokoši vselej lažja od jajc, ki jih bo ista kokoš znesla kasneje v svoji zreli nesni dobi. Čeprav sta naraščajoča starost živali in venomer večja masa izleženih jajc v razmerju, samo povečevanje mase v odvisnosti od starosti ni enakomerno (trend naraščanja mase izleženih jajc je namreč večji v prvem delu nesne dobe). Opažena je bila tudi zveza med starostjo nastopa spolne zrelosti in maso jajc; nesnice, ki spolno zrelost dosežejo kasneje, bodo v odraslosti legle večja jajca kot ptice z zgodnjim nastopom spolne zrelosti. Na velikost jajca vpliva tudi zaporedje izleganja; za kokoši, ki so tako imenovane serijske nesnice (torej nesejo jajca zaporedoma več dni, nakar nekaj dni ne ležejo novih), je značilno, da so prva izležena jajca neke serije venomer večja od sledečih.

### Lupina
Jajčna lupina ni le ključna za razvoj piščanca iz oplojenega jajca, ampak je izredno pomembna tudi iz živilskega vidika, saj predstavlja neke vrste embalažo jajčne vsebine, ki preprečuje ali do neke mere omejuje vdor škodljivih mikrobov v jajčno notranjost. Lupina mora biti dovolj trdna, da se lahko upre raznovrstnim zunanjim silam, ki bi jo potencialno prelomile ali natrle. V perutninarstvu se lupinam meri tako imenovano lomno trdnost lupine, ki predstavlja silo, potrebno za lom jajčne lupine. Na trdnost posameznega jajca naj bi vplivali njegovi osnovni gradniki, kalcitni kristali, ki trdnost pogojujejo s svojo strukturo in debelino.

Obarvanost jajčne lupine se podeduje, do samega obarvanja jajc pa pri kokoših pride v obdobju od treh do petih ur pred aktom nesenja. Kokošja jajca so praviloma bele ali rjave barve, pojavljajo pa se tudi pasme z jajci manj običajnih barv (recimo pasma araukana z modro-zelenimi jajčnimi lupinami). Na slovenskem trgu prevladujejo kokošja jajca rjave barve. Med pogoste nepravilnosti jajčne lupine spadajo razni nagubani površinski vzorci, hrapavost, mozoljavost in madeži krvi, ki so velikokrat znak delovanja različnih stresorjev.

### Jajčna vsebina
Jajčno vsebino se ocenjuje v mnogih lastnostih. Med uporabne kriterije spada višina zračnega mehurčka, ki pomaga pri določanju svežosti jajc in uvrstitvi v kakovostne razrede. Jajčni beljak naj bi bil praviloma čvrst, želatinast, visok in že po izgledu čist; velikokrat se meri delež gostega in redkega beljaka, pri čemer naj bi bila jajca z večjim deležem gostega beljaka kvalitetnejša. Pomembna karakteristika je tudi barva rumenjaka, ki je običajno zlato rumenih ali oranžnih odtenkov. Ker rumenjak svojo značilno barvo dobi predvsem zaradi rastlinskih barvil, s katerimi se kokoš hrani, se na rumenjakovo obarvanost v večjih obratih pogosto vpliva umetno z dodajanjem raznovrstnih barvil, ki v ustreznih količinah in deležih omogočijo pridobitev želene barve. Na obarvanost rumenjaka v manjši meri vplivajo tudi genetika in vsebnost maščob, antioksidantov, vitamina A in kalcija v prehrani.

## Prireja jajc

### Jajca in kakovost
Tudi v prireji jajc so postavljeni določeni standardi, namenjeni omejevanju oziroma onemogočanju prodaje manj kakovostnih jajc, ki so lahko človeku škodljiva, manj okusna, na pogled neprijetna ali prehransko revnejša kot kvalitetni primerki. Spodnja tabela podaja najpogostejše težave in možne vzroke za njihov nastop.
| Težave                                            | Predvideni vzroki |
| ------------------------------------------------- | --- |
| umazanost jajčne lupine                           | nečistoča v kokošnjaku                                                                                               |
| madeži krvi na lupini                             | pojav pršic, kokcidioza (kadar se kri pojavlja tudi v kokošjih iztrebkih), prevelik vnos beljakovin, premlade kokoši |
| prelomljena ali natrta lupina in kanibalizem jajc | žeja, dolgčas, preredko zbiranje znesenih jajc, premajhen vnos hranil, pretirana raven svetlobe                      |
| mehka lupina                                      | premajhen vnos kalcija, pretiran vnos fosforja v razmerju s kalcijem, visoka starost, pojav bolezni                  |
| majhna jajca                                      | premajhen vnos beljakovin, visoke temperature, prezgodnji nastop spolne zrelosti                                     |
| malo jajc                                         | pasma slabih nesnic, premajhen vnos hranil, premalo vode, premalo svetlobe, pojav bolezni, kanibalizem jajc          |
| bled (razbarvan) rumenjak                         | premajhen vnos barvil, kokcidioza (kadar se kri pojavlja tudi v kokošjih iztrebkih), pojav bolezni                   |
| odsotnost rumenjaka                               | stres |
| krvne pege znotraj jajčne vsebine                 | kaplja krvi, ki se je izločila iz folikularne membrane ob ovulaciji                                                  |
| mesne pege znotraj jajčne vsebine                 | ob nastajanju jajca odcepljen del tkiva jajcevoda                                                                    |
| zarodek                                           | oplojeno jajce |

- Jajce z mehko lupino
- Hrapava lupina z drobnimi izrastlinami
- Jajca z zlomljeno ali natrto lupino
- Jajca nepravilnih oblik

### Kategorizacija in označevanje jajc
Jedilna jajca, namenjena prodaji (še posebej, kadar gre za množično prodajo), se kategorizira po različnih kriterijih. V osnovi se odstrani umazana, zlomljena, natrta ali kako drugače deformirana jajca. Na pogled korektne primerke se nadalje uvršča glede na njihovo kakovost v različne kakovostne razrede in po masi v težnostne razrede.

#### Kategorizacija glede na kakovost
V Sloveniji se v osnovi jajca glede na kakovost deli na jajca kategorije A in jajca kategorije B. V kategorijo A sodijo človeški porabi namenjena sveža jajca, ki imajo na videz brezhibno jajčno lupino, negibljiv zračni mehurček, visok maksimalno 6 milimetrov, kakovosten beljak (bister, prozoren, želatinast, a čvrst in brez primesi), kakovosten rumenjak (ustreznega videza in omejene gibljivosti, brez primesi), nerazvito zarodno celico in običajen vonj ter okus. Jajca, ki ne izpolnjujejo naštetih kriterijev, spadajo v kategorijo B in se pogosto uporabljajo v živilski ter neživilski industriji.

#### Kategorizacija glede na maso
Jajca, ki glede na kakovost spadajo v kategorijo A, se nadalje kategorizira po njihovi masi v štiri težnostne razrede:
- XL – zelo velika (73 g in več)
- L – velika (od 63 g do 73 g)
- M – srednja (od 53 g do 63 g)
- S – majhna (pod 53 g)

#### Označevanje
Jedilna jajca se označuje z dogovorjenimi oznakami, ki jih sestavljajo pomenske črke in številke. Jajce naj bi imelo na sebi označbo, ki kupcu sporoča način reje (0 = ekološka reja, 1 = pašna ali prosta reja, 2 = talna ali hlevska reja, 3 = baterijska reja), poreklo (podano s kodo države, npr. Sl.) in identifikacijsko številko gospodarstva (odrejeno s strani Uprave za varno hrano, veterinarstvo in varstvo rastlin, UVHVVR). Določene oznake naj bi imela tudi embalaža, v kateri so shranjena jajca; predvsem označbo pakirnega centra, kakovostni in težnostni razred, datum minimalnega roka trajanja, priporočila za shranjevanje in način reje.

## Vrednost v prehrani
| Snov                                | Vsebnost          |
| ----------------------------------- | ----------------- |
| Voda                                | 76,15 g           |
| Energija                            | 143 kcal (600 kJ) |
| Beljakovine                         | 12,56 g           |
| Lipidi                              | 9,51 g            |
| Ogljikovi hidrati                   | 0,72 g            |
| Sladkorji                           | 0,37 g            |
| Kalcij                              | 56 mg             |
| Železo                              | 1,75 mg           |
| Magnezij                            | 12 mg             |
| Fosfor                              | 198 mg            |
| Kalij                               | 138 mg            |
| Natrij                              | 142 mg            |
| Cink                                | 1,29 mg           |
| Vitamin C                           | 0,0 mg            |
| Vitamin B1                          | 0,040 mg          |
| Vitamin B2                          | 0,457 mg          |
| Vitamin B3                          | 0,075 mg          |
| Vitamin B6                          | 0,170 mg          |
| Vitamin B9                          | 47 g              |
| Vitamin B12                         | 0,89 g            |
| Vitamin A                           | 540 IE            |
| Vitamin E                           | 1,05 mg           |
| Vitamin D                           | 82 IE (2,05 μg)   |
| Nasičene maščobne kisline           | 3,126 g           |
| Enkrat nenasičene maščobne kisline  | 3,658 g           |
| Večkrat nenasičene maščobne kisline | 1,911 g           |
| Holesterol                          | 372 mg            |

V primerjavi z jajci druge perutnine so jajca kokoši energijsko najrevnejša (na prvem mestu so gosja in račja, sledijo purja in prepeličja). V jajcih omenjenih vrst perjadi je približno 13 % beljakovin, delež lipidov, ki so odgovorni za različne energijske vrednosti jajc perutnine, pa je raznolik (pri kokoših 9,5 % in pri racah ter goseh celo več kot 13 %). Primerjalno gledano je v kokošjih jajcih manj mineralov in vitaminov kot v jajcih druge perjadi. Beljakovine račjega in gosjega jajca se lažje prebavlja kot proteine kokošjih jajc, kjer je količinsko več beljakovine ovomukoid, ki deluje zaviralno na prebavne proteaze, namenjene proteolizi beljakovin in peptidov. Proti določenim vrstam bakterij, denimo Bacillus subtilis, Staphylococcus aureus, Pseudomonas aeruginosa in Escherichia coli, kokošji beljak učinkuje bolje kot beljak jajc pur, rac in gosi. Preglednica na desni prikazuje vsebnost različnih snovi v 100 gramih jajčne vsebine surovega jajca.